# Eurocopter EC665 Tigre
Pour les articles homonymes, voir Tigre (homonymie).
L'Eurocopter EC665 Tigre est un hélicoptère d'attaque franco-allemand développé et construit par Airbus Helicopters, anciennement Eurocopter. Depuis le changement de dénomination sociale d'Airbus Helicopters, il est commercialisé sous l'appellation « Tiger ».

## Histoire

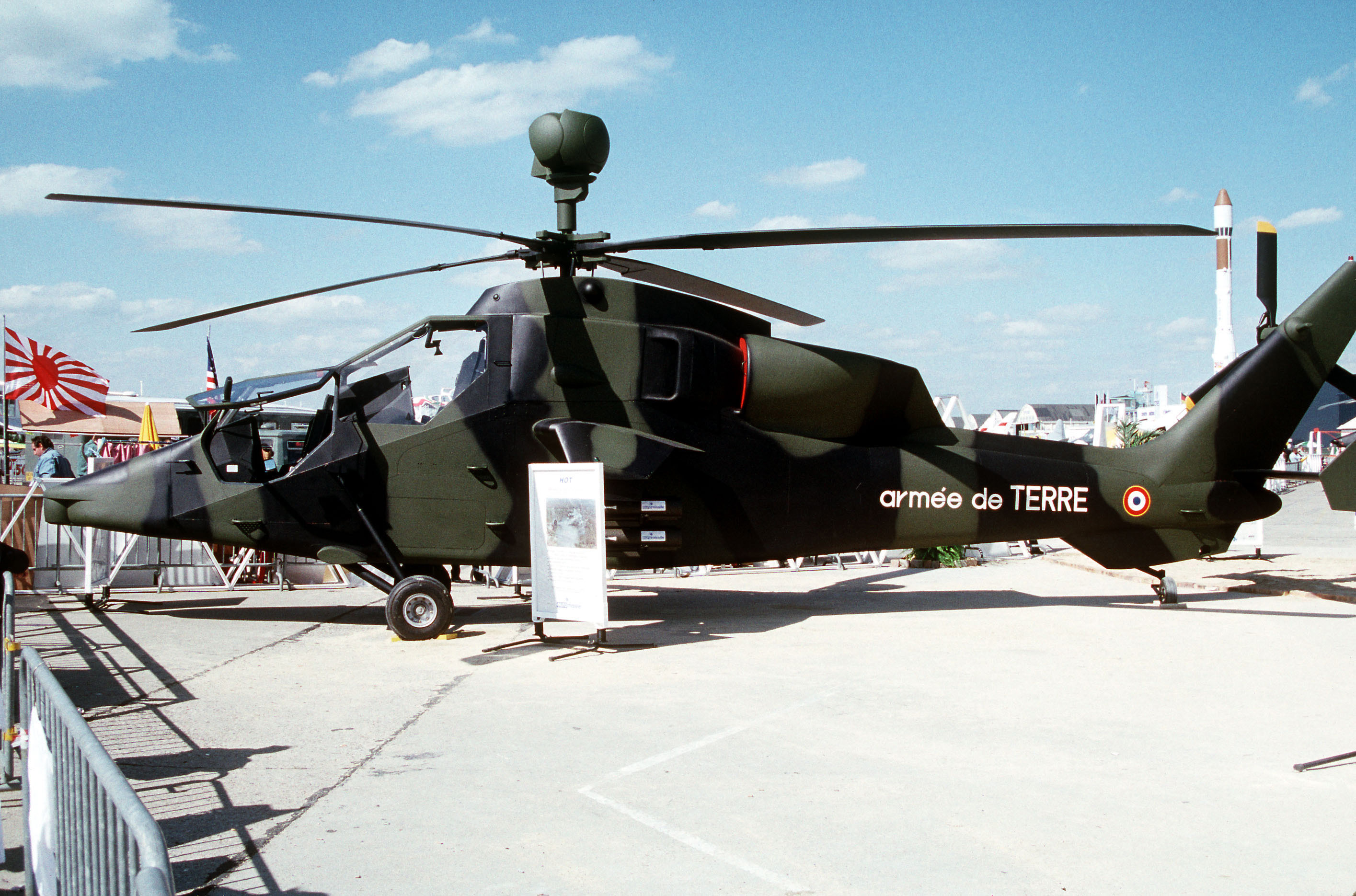
Prototype du Tigre HAC au salon du Bourget de 1991.

Les premières discussions franco-allemandes sur l’hélicoptère Tigre ont eu lieu en 1975. En 1984, les gouvernements allemand et français définirent leur demande pour un hélicoptère multirôle pour le champ de bataille. Les entreprises retenues furent l'Aérospatiale et MBB qui travaillèrent en coopération.
Ce fut le deuxième hélicoptère spécifiquement conçu pour les théâtres de combat européens. En Italie, un hélicoptère du même type avait déjà fait un premier vol : l'Agusta A.129 Mangusta.
Après une longue période de gestation peu fructueuse et en raison de son coût élevé, le programme fut d'abord annulé en 1986 puis repris l'année suivante. En novembre 1989, la société Eurocopter reçut un contrat pour fabriquer cinq prototypes dont une version allemande antichar et une version française d'escorte. Le premier prototype vola le 27 avril 1991. Lorsque les divisions Hélicoptères des sociétés Aérospatiale et MBB fusionnèrent en 1992 pour former le groupe Eurocopter, le programme Tigre y fut intégré.
Dès 2001, le programme Tigre a été placé sous la responsabilité de l'organisation conjointe de coopération en matière d'armement européenne. À la France et à l'Allemagne qui ont démarré le programme, s'est jointe l'Espagne en 2004 et la coopération avec l'Australie a été formalisée en 2009.
En parallèle, le retrait des exemplaires australiens du Tigre est prévu par l'armée australienne, en date de 2023, pour 2025. Il avait été envisagé en 2016 de les retirer à partir de 2020.

## Développement

### Caractéristiques

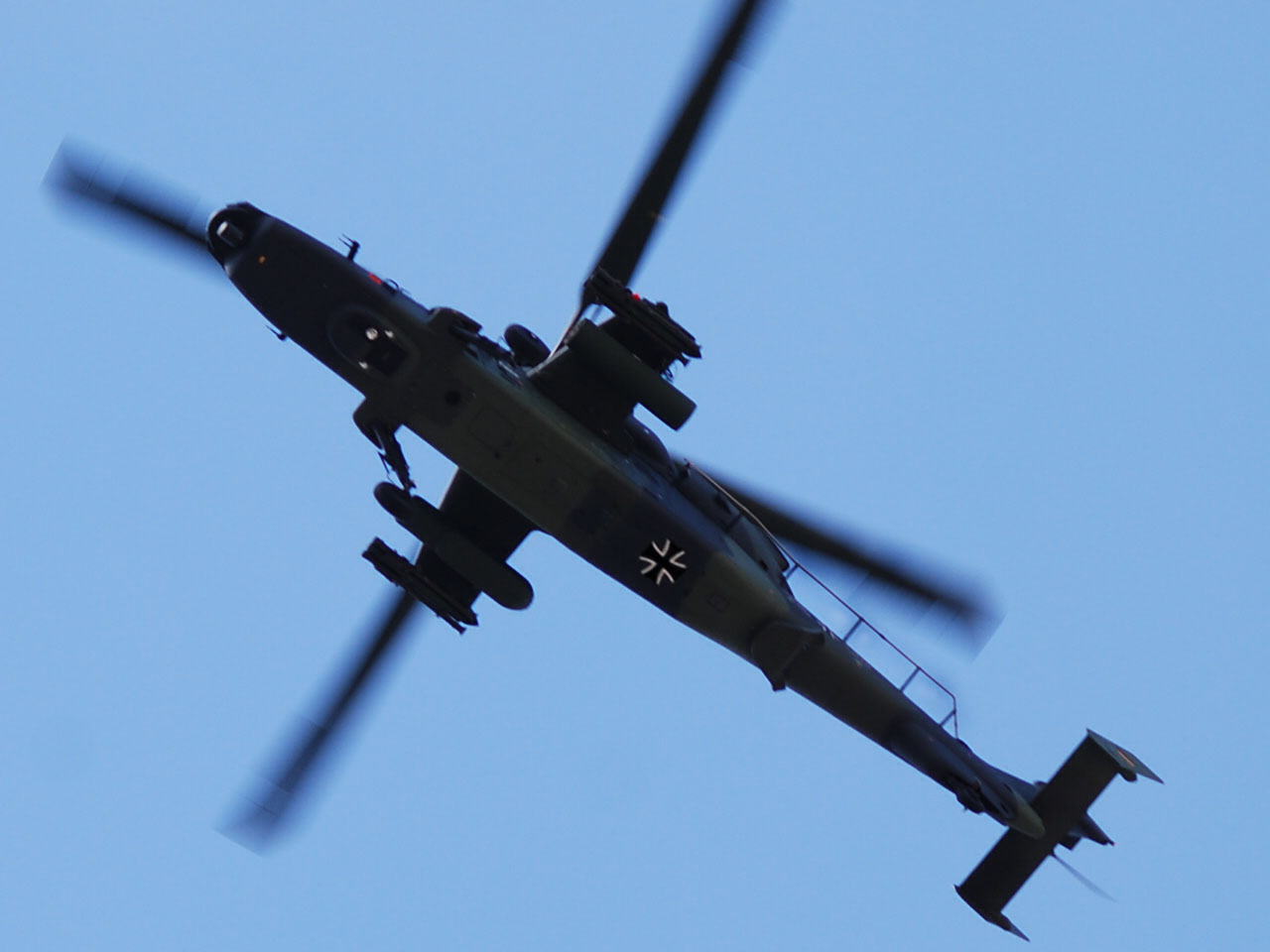
Un Tigre allemand.

En 2007, l'hélicoptère Tigre commence seulement son expérimentation opérationnelle dans l'aviation légère de l'armée de terre française. À ce titre, ses capacités sont alors moins connues du grand public que celles d'hélicoptères concurrents (AH-64 Apache, Mi-28…) mais l’hélicoptère franco-allemand Tigre est un engin aux performances proches : pesant jusqu'à 6,6 tonnes au décollage, équipé d'un rotor quadripale de 13 mètres de diamètre et motorisé par deux turbines MTR 390 de 1 285 ch de puissance chacune et d'une masse unitaire de seulement 169 kg. Grâce à une cellule entièrement en matériaux composites, l'ensemble de la structure est allégé et s'en trouve plus maniable, avec une suppression des criques métalliques et un renforcement de la résistance en cas de crash au sol. Son fuselage est relativement étroit avec 1,1 m. La masse du Tigre est 40 % inférieure à celle de l'AH-64 Apache qui a servi de référence lors de la conception du Tigre. Les deux tonnes gagnées grâce à la structure composite du Tigre sur la structure métallique de l'Apache lui permettent une plus grande autonomie. 
L'excellente manœuvrabilité, conséquence de sa cellule en composite, avec des limites d'accélération de +4 g/−1 g, lui permet de faire un looping, de se déplacer agilement à travers les différents théâtres d'opération, notamment les montagnes. Le Tigre peut aussi se déplacer en marche arrière à la vitesse de 70 km/h, en translation latérale droite de 92 km/h, en translation latérale gauche de 129 km/h où l'entraîne le couple moteur.
Le Tigre doit largement sa légèreté à sa structure constituée à 80 % de matériaux composites, essentiellement du Kevlar et de la fibre de carbone. La furtivité radar, thermique et visuelle a été travaillée dès la conception, l'appareil renvoie une image radar et infrarouge minimale, grâce entre autres à la conception géométrique des surfaces, aux peintures absorbantes utilisées et au système réducteur de signature thermique appliqué à l'échappement des turbines. Celles-ci sont par ailleurs séparées par une plaque blindée afin d'éviter la perte des deux en cas d'impact direct sur l'une d'entre elles.
Le Tigre atteint la vitesse de 315 km/h (370 km/h en piqué) dans sa version HAD. Son autonomie est de 800 km sans réservoir supplémentaire lorsqu'il vole à sa vitesse économique de 222 km/h. Avec un réservoir supplémentaire, le Tigre peut accompagner un NH90 avec ses 8 commandos à son rayon maximal de 320 km, pour sécuriser la zone de poser, attendre la fin d'une opération de commando de type fouille de village ou évacuation sanitaire par exemple, puis couvrir la zone d'extraction en fin de l'opération. Cette capacité du couple Caïman/Tigre révolutionne les manœuvres en combat aérien en prenant l'ennemi de vitesse.
Il ne nécessite qu'une faible maintenance pouvant être effectuée directement sur le théâtre des opérations avec une équipe de 4 ou 5 personnes, quatre ou cinq fois moins importante que pour les hélicoptères concurrents. Comme sur la plupart des hélicoptères de combat, pilote et chef de bord sont placés l'un derrière l'autre, ce qui permet de réduire la largeur de l'appareil et donc sa vulnérabilité aux tirs frontaux ennemis. Le chef de bord est placé à l'arrière de l'appareil. Aussi, pour améliorer sa visibilité, son siège est légèrement surélevé par rapport à celui du pilote.
Les pilotes sont équipés d'un viseur de casque « TopOwl », qui leur permet une meilleure vision de l'environnement tactique. Le casque présente aussi une vision de nuit intensifiée, directement projetée sur la visière aux performances égales aux jumelles de vision nocturne qui sont, elles, encombrantes et moins intuitives d'utilisation pour le pilote.
Caractéristiques du casque :
- Champ de vision binoculaire à 40°
- Intensificateur d'image modulaire intégré
- FLIR (Forward looking infrared receptor soit imagerie infrarouge frontale ; pas forcément de rapport avec la société Flir)
- Compatible avec la suite complète d'armes : fusils, roquettes, missiles
- Masse sur tête : <2,2 kg
- Doublure de casque personnalisée à la tête de pilotage
- Protection laser
- Lip light (petite lampe pour voir l'intérieur du cockpit)
- Capacités d'affichage intégrées:
  - Symbologie de contour
  - Image vidéo matricielle (FLIR)
  - Image intensifiée sécurisée
  - OWS (Obstacle Warning System soit système d'avertissement d'obstacle)
  - Vision nocturne intensifiée
  - Réalité augmentée
  - Symbologie de vol et de tir

### Versions et armement
Le Tigre se décline en quatre versions : 
- UHT (UnterstützungsHubschrauber Tiger) version destinée à l'armée allemande, spécialisée dans la lutte antichar. Son viseur est monté au-dessus du rotor principal, elle est armée d'une mitrailleuse de calibre 12,7 mm, deux paniers de 19 roquettes de 70 mm et en option d'un canon installé dans une nacelle accrochée sous une ailette. Les missiles sont des HOT 3 (portée 4 km) ou Trigat-LR (portée 7 km)
- HAP (Hélicoptère Appui Protection). Version des premiers Tigre de l'armée française, armée avec la tourelle-canon THL 30, de quatre paniers de 12 roquettes de 68 mm contenant 36 sous-munitions de 35 grammes chacune dont le tir en salve permet de saturer une zone de 40 × 1 200 m et de détruire un véhicule faiblement blindé à 2 000 m, de quatre missiles air-air Mistral 2 à guidage infrarouge de  type « tire et oublie »  (portée 6 km et charge explosive de 2,5 kg). Suivant le positionnement de la cible le Mistral 2 le mieux positionné est automatiquement sélectionné par le système d'arme. Lors de l'opération Harmattan les Tigres de l'ALAT ont  tiré six missiles air-air Mistral 2, dont au moins trois avec succès,  contre des cibles terrestres (la signature thermique du moteur d'un char permet d'accrocher la tête du missile)[5].
- HAD (Hélicoptère Appui Destruction) même armement que le HAP plus 8 missiles antichars AGM-114 Hellfire dans sa version K1A à charge antichar heat ou N1 à charge thermobarique à effet de souffle anti-infrastructure (Portée 8 km)[10]. La puissance des deux turbines est augmentée de 14,5 % afin d'augmenter la masse au décollage de 6,1 à 6,6 t. Remplacement du viseur tête haute par le viseur de casque "TopOwl". Intégration d'un interrogateur IFF avec une double antenne sur le nez et une sur la dérive. Mise en place d'une protection thermique sur la poutre de queue. Le standard Mk2 bénéficie de l'emport des missiles à guidage laser Hellfire II[11]. La puissance de la motorisation est augmentée et la suite de guerre électronique est améliorée. Le standard Mk3 remplacera les missiles Hellfire par le futur missile Multi-Role Combat Missile de MBDA et l’autoprotection bénéficiera de la mise au point d’un système de détection des tirs d’armements légers[11].
- ARH (Armed Reconnaissance Helicopter) version dérivée du HAP, développée pour l'Australie et armée 8 missiles antichars AGM-114 Hellfire dans sa version K1A (Portée 8 km), deux paniers de 19 roquettes de 70 mm et deux paniers de 7 roquettes de 70 mm.

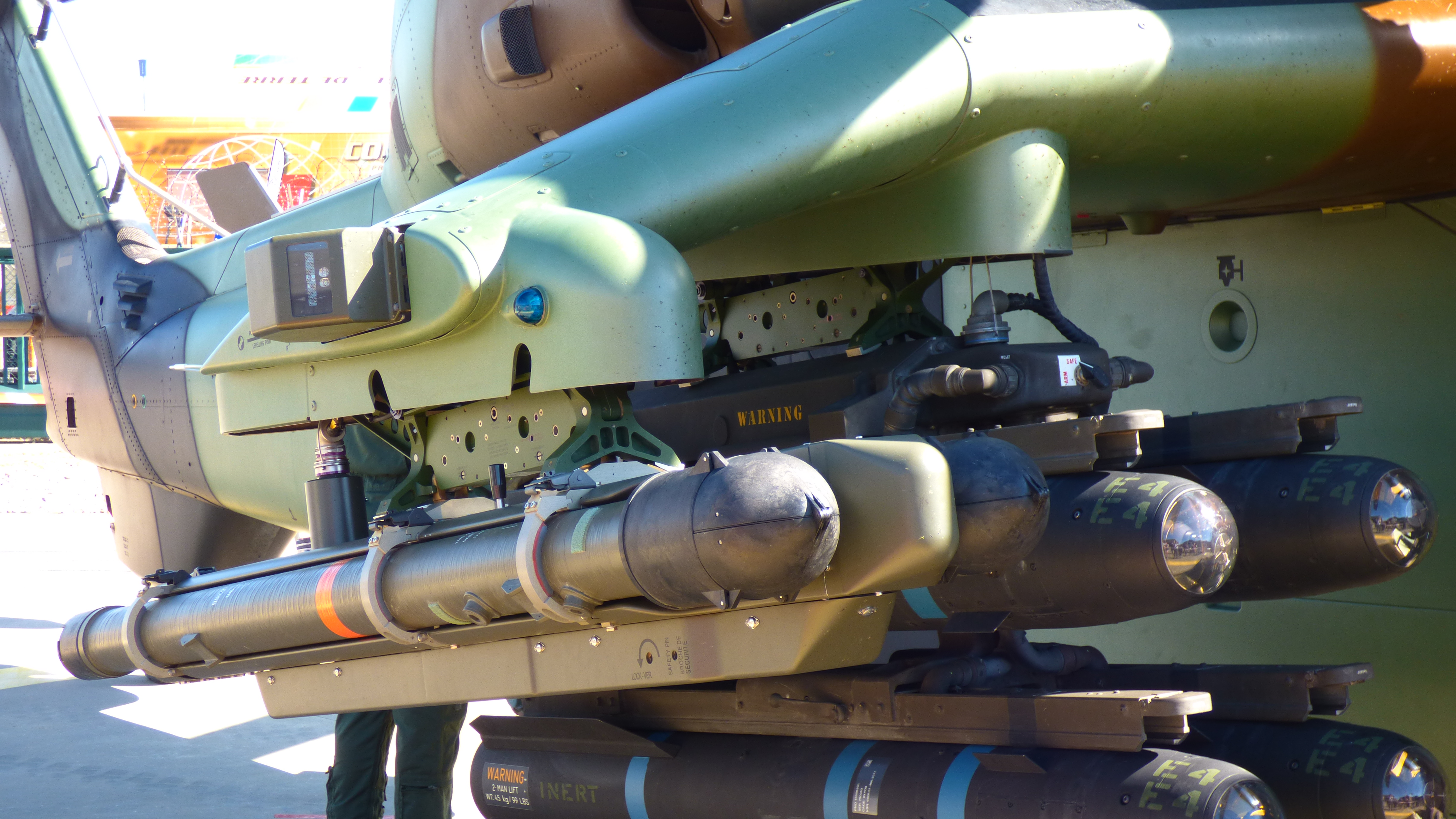
Version HAD : deux missiles air-air Mistral et quatre missiles antichars Hellfire montés sur un Tigre français.
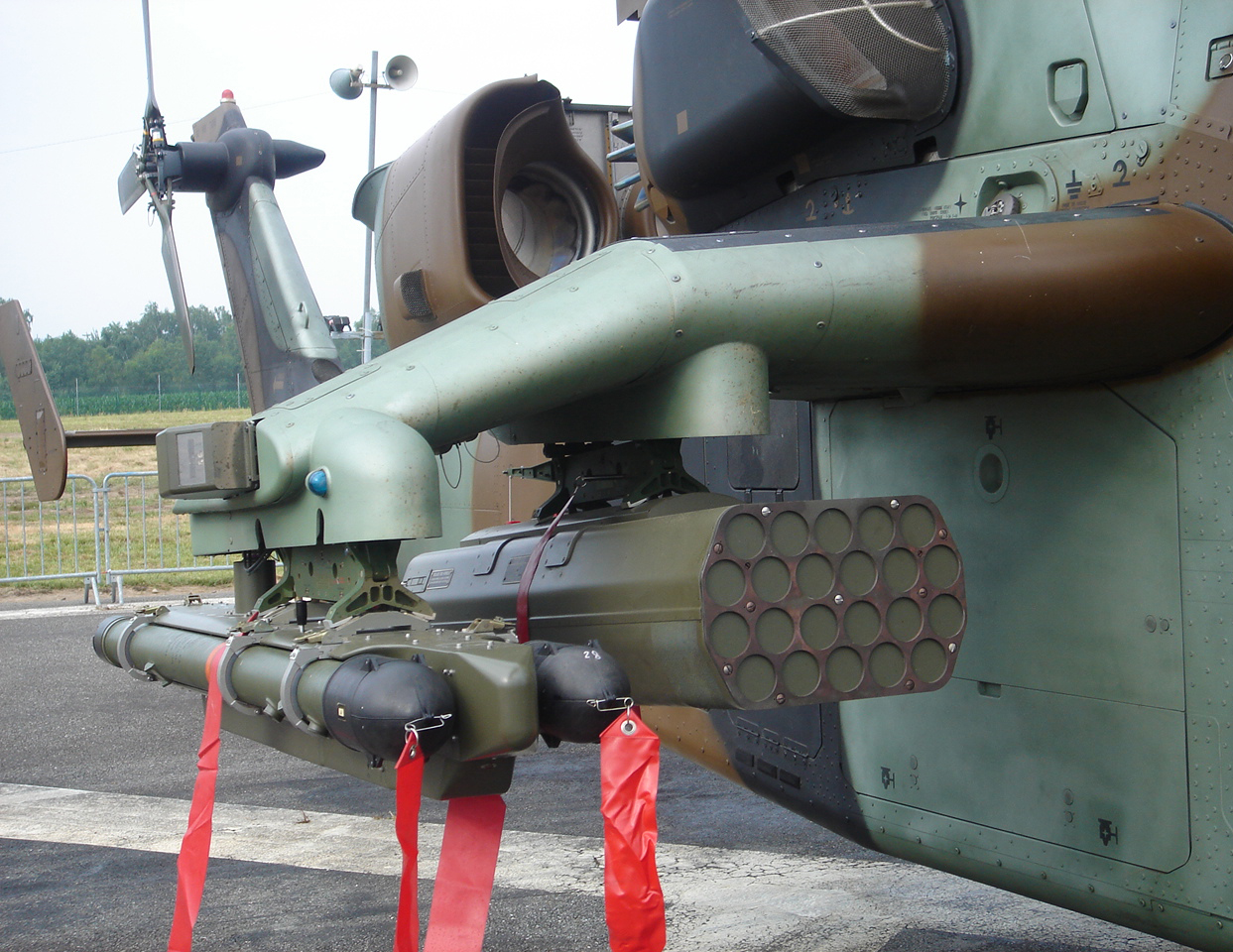
Version HAP : deux missiles air-air Mistral et panier de roquette montés sur un Tigre français.
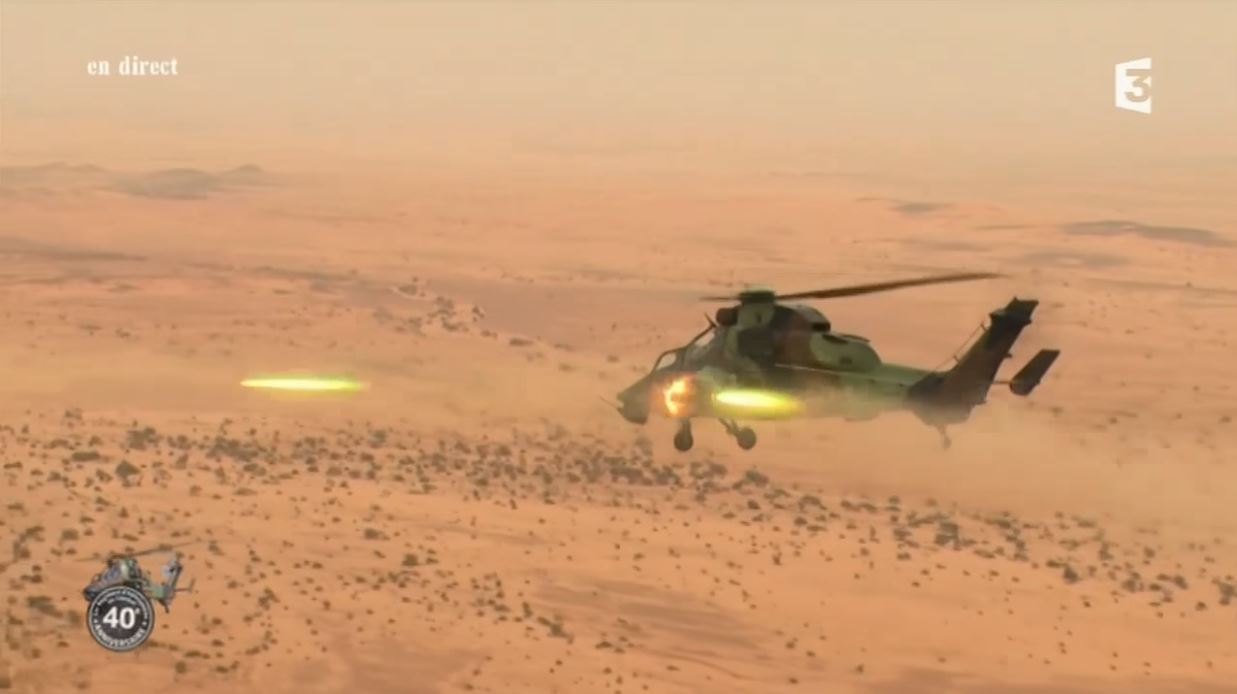
Tirs de roquettes de 68 mm depuis un Tigre français au nord-est de Gao en 2017.

Dans ses versions HAP, HAD et ARH il dispose, de jour comme de nuit, d'une grande précision de tir. Ses systèmes de visée calculent instantanément la trajectoire de la cible. Un mode de tir avec le viseur du casque permet aussi d'asservir la tourelle-canon THL 30 au mouvement de la tête du pilote ou du chef de bord qui vise la cible du regard en alignant son réticule de cible. Le système de conduite de tir désigne la cible avec la tourelle-canon en quelques dixièmes de seconde (vitesse angulaire 80°/s) en tenant compte des mouvements du casque, de l'hélicoptère, ce qui autorise des tirs de réaction particulièrement efficaces. La tourelle-canon THL 30 dont le poids est de 212 kg a un débattement de +/-90° horizontalement et -25/+28° verticalement. La précision du pointage est de 1/1000 de radian, soit 1 m à 1 000 m. Le tir d'un obus de calibre 30 mm, de jour ou de nuit, sur une cible mobile ou immobile, terrestre ou aérienne, offre une probabilité de placer neuf obus sur dix dans une cible de 5 m de diamètre à 1 000 m, six obus sur dix à 1 500 m et reste capable de neutraliser des cibles à une distance de 2 km. Lors de l'opération Harmattan les Tigres de l'ALAT ont neutralisé avec leur canon des chars T-72 en détruisant leurs antennes et leurs optiques de visée. La puissance de feu d'un Tigre HAD avec ses 450 obus de calibre 30 mm, ses huit missiles air-sol et ses quatre missiles air-air est évaluée comme équivalente à celle de six hélicoptères Gazelle par l'armée française.

### Avionique
L'avionique comprend les éléments suivants :
- une paire de bus de transfert de données redondants ;
- quatre écrans couleur multifonctions, deux pour le pilote et deux pour le chef de bord ;
- des systèmes de navigation autonomes ;
- un système de pilote automatique qui prend notamment en compte la position angulaire du canon pour compenser le recul lors des tirs;
- un générateur de cartes numériques ;
- des détecteurs d'alerte radar et laser de type RWR de Thales systèmes Aéroportés qui couvrent 360° autour de l'appareil et indique en 1 s l'origine de la menace détectée et son type en recherchant dans la bibliothèque électronique embarquée dans le système informatique du Tigre. Une centaine de combinaisons de leurrage sont alors possibles
- d'un DDM (détecteur de départs missiles) de type DDMAN/AAR-60 d'EADS-LFK qui repère la plume ultraviolette du missile au moment de son allumage. Le DDM est associé au lance-leurres Saphir M de MBDA qui contient deux paniers de 16 cartouches de leurres électromagnétiques ou infrarouges par panier.

### Coût du programme
Le programme du Tigre en France a subi plusieurs modifications de cible et de délais conduisant à une augmentation du coût unitaire de 78,10 % et un étalement de livraison, le dernier exemplaire sera livré en 2020 alors qu’il aurait dû l’être en 2013.
Le coût initial du programme était fixé à 8,899 Mds € pour une cible de 215 appareils répartis entre 75 HAP et 140 HAC pour un prix unitaire moyen de 41,4 M€. En 1994, à la suite d'une réévaluation des besoins consécutive à la chute du mur de Berlin, la répartition a été révisée à 115 HAP et 100 HAC. En 1998 la cible est revue une première fois à la baisse à 180, puis ultérieurement à 120. Finalement la France décida de fixer son objectif à 60 Tigre HAD, en transformant l'ancien parc HAP en HAD et en complétant par l'achat de nouveaux hélicoptères de cette dernière version. Le coût total du programme avec la transformation des HAP en HAD se monte à 6,588 milliards d'euros, en dehors de l'investissement consenti lors de sa conception, le prix unitaire d'un Tigre HAP est de 28,2 M€ et celui d'un Tigre HAD est lui de 37,2 M€.

## Commandes
La production en série commença en mars 2002. Le premier Tigre réceptionné (HAP 2001) a été livré à l'École franco-allemande (EFA) de l'Aviation légère de l'armée de terre en avril 2005.
En décembre 2001, l'Australie passe une commande pour 22 machines de type reconnaissance armée (ARH (en)), avec tourelle canon, roquettes et missiles air-sol américains Hellfire. Dix-huit sont assemblés en Australie par Australian Aerospace, une filiale d'Airbus, et ont été livrés entre 2004 et 2011.
En décembre 2005, l'Espagne commande 24 appareils équipés de moteurs plus puissants (de 15 %), le Tigre HAD (appui feu et destruction) qui combine canon, roquettes et missiles air-sol. La commande sera réduite à 18 dans les années 2010.
Fin d'année 2007, l'EHAP (Escadrille d'hélicoptère d'appui protection) « Corsaires » du 5e RHC (Régiment d'hélicoptères de combat) possède quatre Tigre HAP sur les huit que devrait compter l'escadrille quand elle sera complète. À terme, le régiment comptera 16 Tigre et le 4e RHFS (Régiment d'Hélicoptères des Forces Spéciales) basé également à Pau en utilisera quatre. Huit hélicoptères sont livrés en 2009 (17 ont été livrés à l'armée de terre française fin 2008).
Le Tigre ne sera opérationnel dans l'armée française (5e régiment d'hélicoptères de combat de Pau) qu'en décembre 2008 après sa phase d'expérimentation tactique ainsi que sa mise au standard naval. Cette dernière a été homologuée du Mistral le 9 décembre 2009 et est suivie le lendemain de tirs réels air-mer et air-sol de roquettes et canon sur les polygones de tir de l'île du Levant (de jour) et au camp de Canjuers (de nuit).
Fin mai 2010, le ministère allemand de la Défense a décidé de geler l'achat de nouveaux appareils à la suite d'une répétition des défaillances sur les modèles UHT et à des retards de livraison. Seuls 11 des 80 modèles commandés ont été livrés par ailleurs dans une version non définitive au point que, contrairement à leurs homologues français (HAD et HAP), ils ne sont toujours pas opérationnels.
Au 1er juillet 2010, 25 hélicoptères sont livrés à la France, 14 affectés au 5e régiment d’hélicoptères de combat de Pau dont neuf en version Standard1 (parmi lesquels trois sont en permanence en Afghanistan), un affecté au 4e RHFS (Régiment d’Hélicoptères des Forces Spéciales), neuf à l’école franco-allemande du Luc et un au GAM/STAT. Au 15 avril 2011, 30 hélicoptères sont livrés à l'ALAT, dont 16 aptes au combat.
Au 12 septembre 2012, Eurocopter a livré 93 Tigre au total.
Le premier Tigre HAD est livré fin 2012 au GAM/STAT de Valence qui se consacrera essentiellement au « travail collaboratif entre Tigre HAP et HAD » puisque les deux types de machines seront panachés dans les unités. Sept HAD doivent être livrés en 2013. Leur première mise en service opérationnelle doit avoir lieu fin 2014. Ils remplaceront les Gazelles HOT en 2012.
À la suite de la décision du président de la République française de lancer en décembre 2008 un plan de relance de l'économie française doté d'un budget de 26 milliards d'euros financé grâce à la dette de l'État, le ministère de la Défense bénéficie de 2,325 Mds €. « Vont être étudiées, dans le respect du modèle du Livre blanc, des commandes avancées de certains programmes d’armement tels [...] l'hélicoptère Tigre ».
Face aux besoins opérationnels, la DGA a commandé le 22 décembre 2015 un lot complémentaire de 7 hélicoptères HAD livrables en 2017-2018. Compte tenu de l'attrition de 4 appareils la France commandera 71 hélicoptères Tigre de façon à disposer de 67 Tigre HAD en 2025, comme prévu initialement dans la Loi de programmation militaire 2014-2019 ; fin 2015, l'ALAT avait reçu 55 Tigres dont 40 en version HAP qui seront tous progressivement transformés en HAD.
En octobre 2022, livraison à l'armée de terre du 18e Tigre rénové au standard HAD sur les 37 prévus au total. Parc de 67 Tigre HAD à l'horizon 2025.[réf. nécessaire]

### Utilisateurs

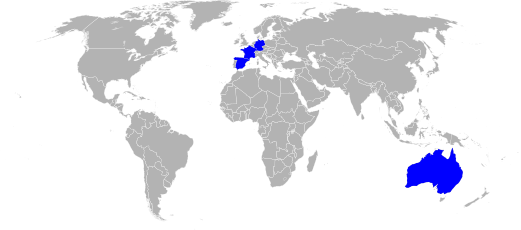
Carte des actuels utilisateurs du Tigre.

Le Tigre est utilisé par les pays suivants :
- France : 67 HAD prévus pour 2025 sur la base de 40 HAP et 15 HAD livrés fin 2015, 12 HAP en commande. Les 36 exemplaires de la version HAP sont progressivement transformés en HAD[22]. Cette opération s'inscrit dans le cadre d'une opération d'homogénéisation du parc, débutée en novembre 2015 par Airbus Helicopters, et destinée à doter l'Aviation légère de l'Armée de terre d'un standard unique HAD Mk2 pour 2025[11],[23]. Le premier HAD rénové a été livré le 8 décembre 2017[11],[23],[24]. Il s'agit d'améliorer leur performance et leur polyvalence grâce à l'augmentation de la masse maximale au décollage, l’installation de deux nouveaux turbomoteurs MTR 390 E plus puissants et d’un nouveau viseur de toit STRIX équipé d’un désignateur laser permettant le guidage des missiles air-sol Hellfire II[24]. En Octobre 2022, livraison à l'armée de terre du 18e Tigre rénovés au standard HAD sur les 37 prévus au total. Parc de 67 Tigre HAD à l’horizon 2025
- Allemagne : 56 UHT[25] (80 à l'origine[26], 34 livrés fin 2014, 22 en commande, 1 perdu à l'entrainement)[27].
- Espagne : 18 HAD[26] (livraisons entre 2013 et 2017, 6 premiers en version HAP retirés, prélevés sur la commande française [28], livrés fin 2014, 12 autres commandés, accord en janvier 2022 pour les moderniser en Mk III[29][réf. non conforme])[27]
- Australie : 22 ARH[26] (livraison des deux premiers appareils en décembre 2004, fin de livraison en avril 2008)[27]. En janvier 2021, annonce d'un remplacement par 29 AH-64E Apache à partir de 2025[30], 20 ans avant leur date de retrait prévue. Cette décision fait suite à une campagne de dénigrement des hélicoptères Airbus australiens (Tigre et NH90) arguant du manque de disponibilité de ces appareils. En réalité, avec 70%, celle-ci est meilleure que celle des autres appareils australiens, malgré des problèmes d’approvisionnement liés à la vétusté du logiciel de maintenance utilisé par les services du ministère de la Défense[31].

### Utilisateurs potentiels
- Brésil : Airbus est bien représenté au sein des forces armées brésiliennes pour équiper en hélicoptères d'attaque le commandement aérien de l'armée de terre[32].
- Malaisie : En raison de contraintes budgétaires, l'acquisition d'un appareil d'attaque est en  sommeil pour l'aviation de l'armée malaisienne mais le Tigre reste en lice[33].
- Mexique : Avec le projet d’acquisition de cinquante H225M Super Puma mis en attente à l'été 2015 en raison de problèmes budgétaires, Airbus est bien positionné pour la possible acquisition d'appareils d'attaque au Mexique[32].

### Échecs des négociations
- Pays-Bas : 30 hélicoptères AH-64 Apache ont été commandés en 1995 par le gouvernement néerlandais. Boeing était en compétition contre le Tigre[34].
- Royaume-Uni : en 1995, le pays choisi l'hélicoptère AgustaWestland Apache au détriment du Tigre[35].
- Turquie : en 2006, l'EC665 a été éliminé d'un appel d'offres d'1,5 milliard de dollars visant à renouveler sa flotte d'hélicoptères de combat[36].
- Arabie saoudite : en 2006, le gouvernement saoudien passe commande d'un total de 142 hélicoptères dont 12 hélicoptères Tigre, mais le contrat est par la suite abandonné[37],[38].
- Inde : en 2011, l'Inde commande 22 Boeing AH-64 Apache après une compétition qui opposait ce dernier aux Mil Mi-28 et au Kamov Ka-50 russes. Le Tigre n'était pas prêt durant les essais et a donc été éliminé[39].
- Corée du Sud : en 2012, l'armée sud-coréenne annonce son intention d'acheter des hélicoptères de combat, tout d'abord 36 exemplaires[40]. Le Tigre est en compétition contre le Bell AH-1Z SuperCobra, le Boeing AH-64D Apache et le TAI T-129 ATAK[41]. Le 17 avril 2013 Séoul annonce finalement que son choix se porte sur l'AH-64E Apache de Boeing. L'accord porterait sur 36 hélicoptères pour un montant officiel de 1,6 milliard de dollars, avec des premières livraisons à partir de 2016 étalées sur trois ans[42].
- Qatar : Doha est intéressé en 2012 par l'achat d'une douzaine d'appareils, le Tigre étant en compétition avec l'AH-64 Apache de Boeing[43]. 24 Apache sont commandés en juin 2014[44].
- Pologne : Airbus Helicopters est en en lice en 2015 pour équiper l'armée polonaise en hélicoptères de transport (50 Caracal prévus[45]) et en appareils d'attaque (32 prévus[46]) mais le contrat des Caracal a été annulé en 2016 et le Tigre n'est pas choisi.

## Engagements

### Aviation légère de l'Armée de terre

#### Afghanistan

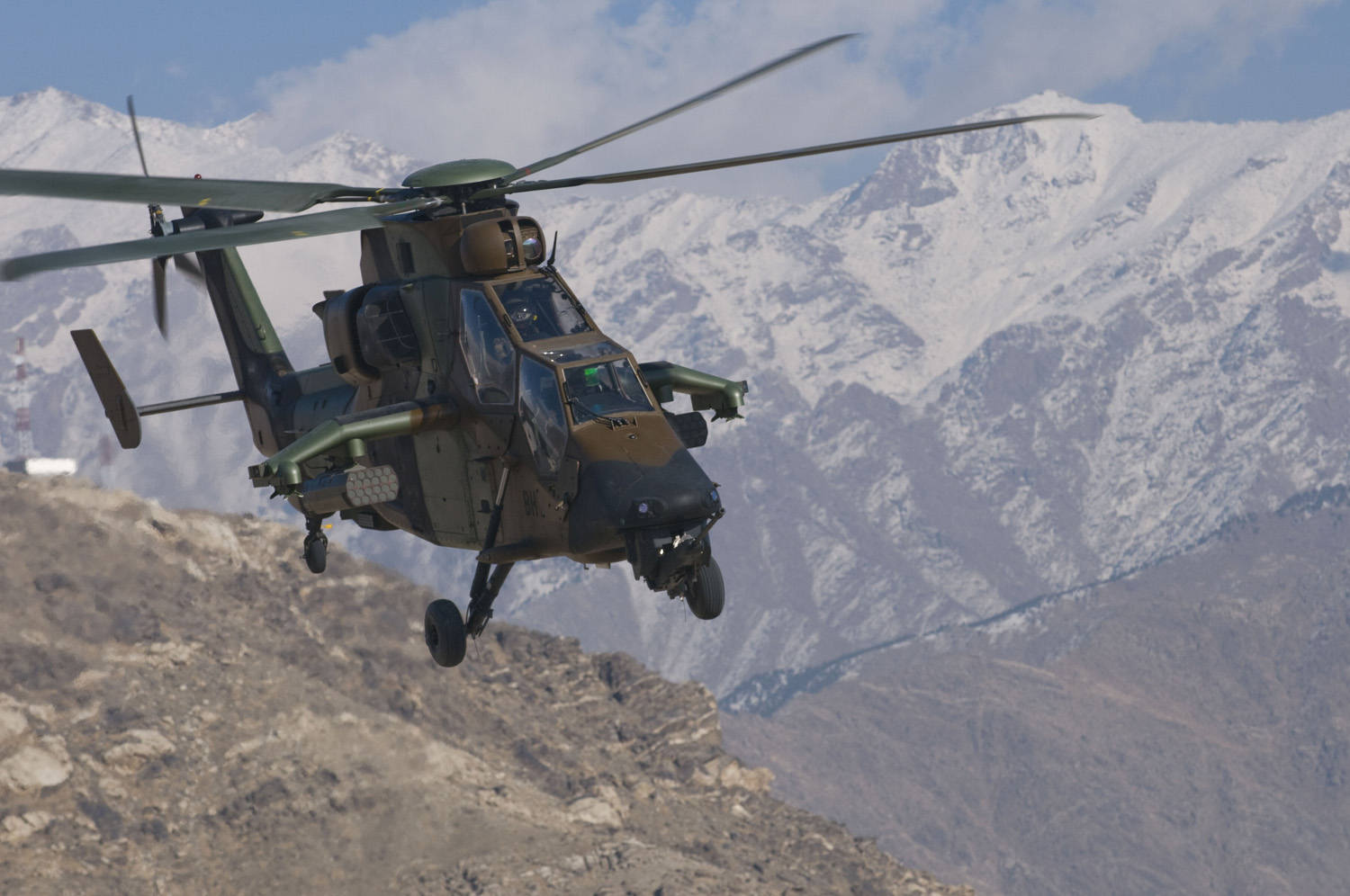
EC-665 Tigre de l'ALAT durant un exercice de tir franco-américain depuis la base opérationnelle avancée Morales-Frazier le 23 janvier 2011 en Kâpîssâ, Afghanistan.

Le premier déploiement en opérations du Tigre a lieu le 27 juillet 2009, lorsque trois appareils HAP du 5e régiment d'hélicoptères de combat de l'Aviation légère de l'armée de terre sont détachés au profit des Forces françaises en Afghanistan,. 
Le 20 août 2009, l'un d'entre eux ouvre le feu pour la première fois en conditions opérationnelles. Douze roquettes sont tirées en riposte à un tir de mitrailleuse lourde de 14,5 mm. 
Le 4 février 2011, un hélicoptère Tigre fait un atterrissage d'urgence en pleine nuit, blessant légèrement les deux membres d'équipage ; l'appareil est ensuite récupéré sous élingue par un CH-47 Chinook mais n'est pas remis en service. 
Le 3 février 2013, les deux derniers Tigres français quittent l'Afghanistan après avoir effectué 4 215 heures de vol en 600 missions d’appui et d’escorte, réalisées de jour comme de nuit, et tiré plus de 19 000 obus de 30 mm et 420 roquettes de 68 mm.

#### Libye
Le 23 mai 2011, le ministre français des Affaires étrangères, Alain Juppé, confirme l'envoi d'hélicoptères de combat Tigre en Libye pour soutenir les insurgés dans leur combat contre les forces du colonel Mouammar Kadhafi, dans le cadre de l'opération Harmattan. Ces appareils sont embarqués à bord du porte-hélicoptères Tonnerre dans la nuit du 17 au 18 mai 2011.
Un détachement d'hélicoptères composé, en août 2011, de 18 hélicoptères de l'ALAT (huit Gazelle Viviane/Hot, deux Gazelle Canon, deux Gazelle Mistral, deux Eurocopter EC665 Tigre et quatre SA330 Puma provenant de toutes les unités ALAT) et de deux hélicoptères Caracal de l'armée de l'air sous le commandement, en septembre 2011 du colonel Pierre Meyer, chef du corps du 3e régiment d'hélicoptères de combat, a été embarqué à bord du porte-hélicoptères d’assaut amphibie Tonnerre (L9014) le 17 mai après la décision officielle du président de projeter un groupe aéromobile sur un BPC, prise le 12 mai au soir.
Le Tonnerre est arrivé sur la zone d’opérations le 19 mai, et les hélicoptères ont été engagés à partir de la nuit du 3 au 4 juin 2011. Le GAM est transféré entre le 12 et 14 juillet sur le Mistral (L9013) remplaçant le Tonnerre.
Le groupe aéromobile a effectué au 25 août 2011 au total une trentaine de raids impliquant généralement moins de dix hélicoptères tirant en moyenne une quinzaine de missiles HOT par les Gazelle, environ 150 roquettes et autant d'obus de 30 mm pour les Tigre, un Puma embarquant systématiquement une équipe du Commando parachutiste de l'air no 30 pour aller récupérer immédiatement les équipages qui auraient été abattus, soit deux ou trois raids par semaine. Au total, 250 sorties opérationnelles ont été réalisées et 450 objectifs ont été traités.
Le commandant du GAM a déclaré, le 22 septembre, qu'au total, il y a eu 37 raids depuis le premier, le 3 juin dernier, et le dernier à cette date effectué début septembre. Ils ont porté sur Marsa El Brega (20), Misrata (10), Syrte (6) et Tripoli (1).
Entre le 9 et 10 septembre en Sicile, dans le port d'Augusta, un nouveau transfert du GAM est effectué entre le Tonnerre et le Mistral, ce dernier apportant plusieurs nouveaux hélicoptères pour remplacer quelques engins qui vont rentrer avec lui.
À la fin de l'opération fin septembre 2011, 1 500 roquettes et moins d'une demi-douzaine de missiles Mistral air-air (dont au moins trois contre des objectifs terrestres) ont été utilisés par les Tigre,.

#### Somalie
Le 11 janvier 2013, depuis le BPC Mistral, deux Tigre participent à la tentative de libération de l'otage français Denis Allex à Buulo Mareer, en Somalie.

#### Mali
En janvier 2013, des Tigre et des Gazelle sont déployés par l'armée française au Mali dans le cadre de la résolution 2085 de l'ONU sur le conflit malien.

#### République centrafricaine
Le 29 janvier 2015, les Tigres HAD français ont effectué leurs premières actions de feu en détruisant un convoi hostile en Centrafrique.

### Armée de Terre allemande
La Heeresfliegertruppe allemande fait modifier depuis juillet 2012 un total de huit Tigre au standard ASGARD (Afghanistan Stabilization German Army Rapid Deployment) pour qu'ils puissent opérer en Afghanistan. Les quatre premiers ont été livrés au 36e régiment d’hélicoptères de combat de Fritzlar en novembre/décembre. Les deux premiers envoyés en Afghanistan arrivent à l'aéroport de Mazar-e-Charif le 13 décembre 2012, rejoints quelques jours après par deux autres. La deuxième tranche, également de quatre hélicoptères, sera livrée à partir de décembre, dans les délais convenus avec l’armée allemande.

### Forces aéromobiles de l'armée de terre espagnole
Les forces aéromobiles de l'armée de terre espagnole déploieront des Tigre en Afghanistan en 2013.

## Accidents

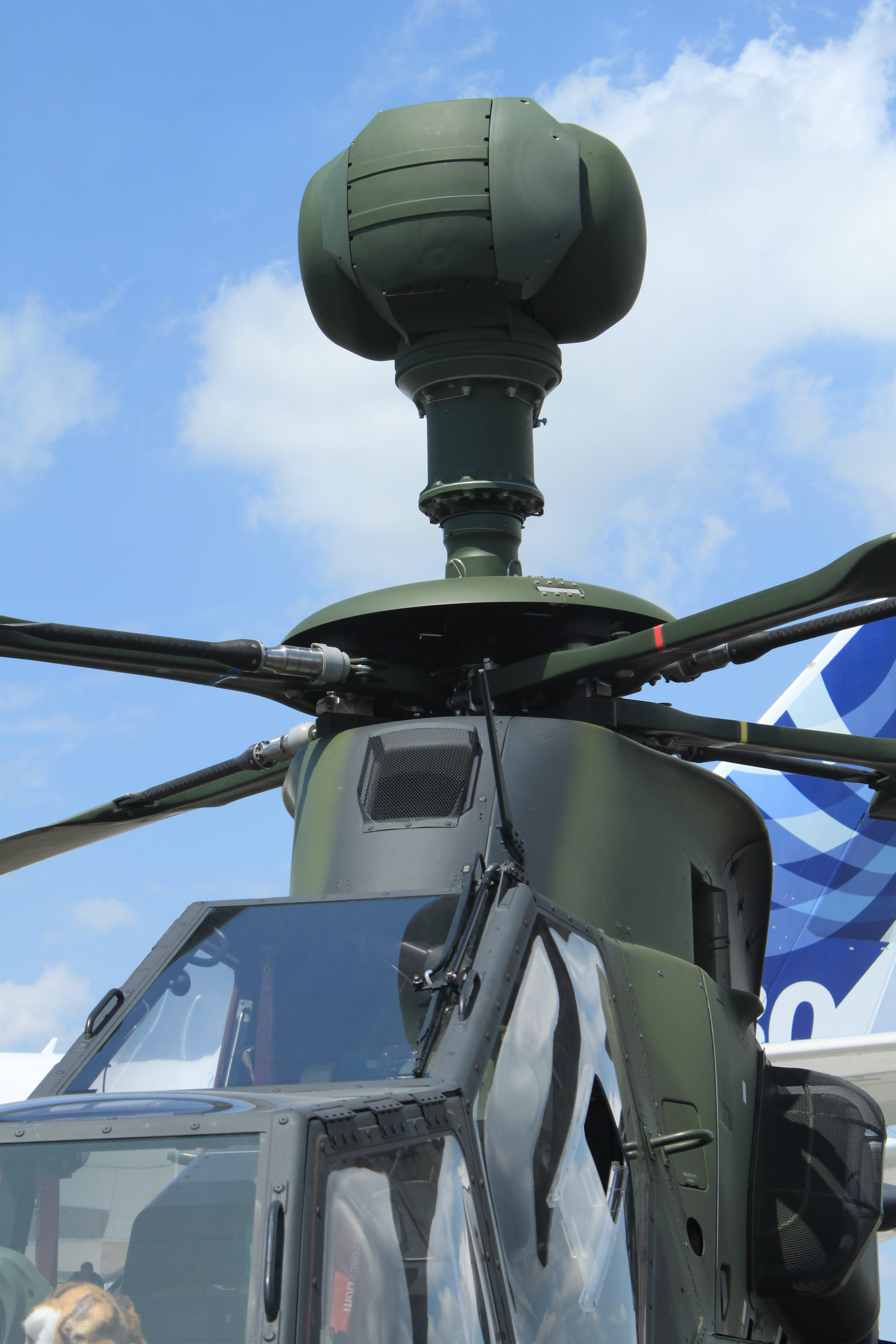
Système optronique de la version antichar (ici sur un Tigre allemand).

En mars 2013, un Tigre de la Bundeswehr s'écrase le long de la frontière austro-allemande, les deux pilotes ont survécu mais l'armée allemande a suspendu les vols de tous ses engins par précaution.
Le 26 juillet 2017, un Tigre de la Bundeswehr opérant pour la MINUSMA s'écrase au Mali, les deux militaires allemands se trouvant à l'intérieur sont décédés.
En juillet 2019, un pilote allemand est tué et un autre blessé  dans l’accident d’un Tigre.
L’armée allemande immobilise en août 2019 tous ses hélicoptères Tigre pour des raisons de sécurité.
Le 25 novembre 2019, durant le combat de la vallée d'Eranga, un Tigre et un hélicoptère de manœuvre et d'assaut Cougar de l'armée française s'écrasent après s’être heurtés lors d’une opération de combat. L'accident fait 13 morts.

## Culture populaire
L'hélicoptère fait sa première apparition publique importante en 1995 dans le film Goldeneye de la saga James Bond où le vol d'un prototype est un élément essentiel de l'intrigue (cependant, le vrai Tigre n'a pas de « cockpit éjectable », seuls les plexiglas latéraux sont éjectables ; les hélicoptères russes Kamov Ka-50 Hokum et Kamov Ka-52 Alligator sont les seuls à être dotés d'un système d'éjection du pilote)[réf. nécessaire]. Le Tigre apparaît entre autres dans le film Edge of Tomorrow.
L'hélicoptère Tigre fait aussi son apparition dans quelques jeux vidéo :
- Dans le jeu GoldenEye 007, tiré du film du même nom, l'hélicoptère est appelé Pirate.
- Battlefield 2 (extension EuroForce)
- Wargame : Red Dragon
- Operation Flashpoint (add-on)
- ArmA Armed Assault (add-on)
- ArmA 2 (add-on)
- ArmA 3 (add-on)
- Flight Simulator X (add-on)
- FlightGear (add-on)
- Act of Aggression (faction Chimera)
- War Thunder

En 2014, une salle de spectacle à Margny-lès-Compiègne ouvre ses portes sur une ancienne base aérienne sous le nom de Tigre pour lui rendre hommage.